# Iglesia de las Carmelitas Descalzas (Los Andes)
La Iglesia del Espíritu Santo, conocida también como Iglesia de las Carmelitas Descalzas, es un templo ubicado en un antiguo monasterio perteneciente a las Carmelitas Descalzas, ubicado en la ciudad de Los Andes, Región de Valparaíso, Chile. Inaugurado en el año 1925, el conjunto acogió al monasterio hasta el año 1987, cuando la comunidad se trasladó al santuario de Santa Teresa de Los Andes, en Auco, comuna de Rinconada. El convento y su iglesia fueron declarados Monumento Nacional de Chile, en la categoría de Monumento Histórico, mediante el Decreto Supremo n.º 788, del 23 de septiembre de 1987.

## Historia
El primer monasterio de las Carmelitas Descalzas en Chile fue fundado en Santiago en el año 1690, con donaciones hechas por vecinos de la ciudad luego del saqueo del pirata inglés Bartolomé Sharp a la ciudad de La Serena. Las primeras religiosas llegaron desde Chuquisaca, Alto Perú en 1689, asentándose a los pies del cerro Santa Lucía, en el denominado Monasterio del Carmen Alto de San José. Una vez fundado este monasterio, la congregación se expandió hacia la ribera norte del río Mapocho, y a las ciudades de La Serena, Viña del Mar, Talca y Los Andes.
El monasterio de Los Andes tiene sus orígenes en la localidad de Curimón, cuando un grupo de carmelitas descalzas se trasladó desde Valparaíso en el año 1898. Debido a diversas incomodidades del sector, la comunidad se trasladó a Los Andes en 1902. Allí se asentaron en una casona antigua ubicada en Avenida Sarmiento, la cual desde 1993 lleva el nombre de Santa Teresa de Los Andes.
En el año 1919 ingresó a este monasterio la joven Juanita Fernández Solar, (conocida hoy como Santa Teresa de Los Andes), quien vivió en este monasterio su consagración religiosa con el nombre de Hermana Teresa de Jesús, durante 11 meses hasta su fallecimiento el día 12 de abril de 1920, siendo sepultada en un pequeño cementerio al interior del monasterio. Desde ese año se difundió rápidamente su fama de santidad, por lo cual, una gran cantidad de fieles peregrinaban para honrar sus restos y pedir su intercesión. La comunidad creció y la antigua casona se hizo pequeña para las necesidades de las carmelitas, quienes en 1925 se trasladaron al nuevo edificio del convento. Años después, en 1938, fue construida la iglesia en estilo neogótico y con campanario de espadaña, obra del arquitecto carmelita Fray Juan Rufo de San José, quien también construyó otros templos de la orden en Chile.
En 1940, el Obispo de San Felipe obtuvo un indulto papal para que los restos de Teresa de Los Andes fueran trasladados a una pequeña cripta, ubicada en el centro del coro bajo de la iglesia, y desde entonces el número de peregrinos aumentó considerablemente con el tiempo. Entrada la década de los 70, cuando se reactivó la parte final de la causa de beatificación en el Vaticano, las instalaciones para los peregrinos se tornaron insuficientes y la pequeña ciudad siguió creciendo más allá de los límites del monasterio, por lo que ante la pronta beatificación y canonización de Teresa de Los Andes, se hizo necesario un nuevo traslado del monasterio, concretado en octubre de 1987 al nuevo santuario de Auco, en la comuna de Rinconada.

## Descripción
La estructura de la iglesia y del convento es de ladrillo, siendo levantado entre 1920 y 1925. La fachada de la iglesia es de estilo neogótico, mientras que el claustro del convento sigue un estilo neorománico. El convento es de dos pisos, encontrándose en el segundo un museo con fotografías de Teresa de Los Andes, vestuario religioso y salas con recreaciones de la vida de las carmelitas.